# فيشمان
فيشمان (بالإسبانية: Fishman)‏ هو مصارع محترف مكسيكي، ولد في 6 أبريل 1951 في توريون في المكسيك، وتوفي في 8 أبريل 2017 بسبب نوبة قلبية.

## روابط خارجية
- فيشمان على موقع CageMatch worker (الإنجليزية)
- فيشمان على موقع عالم المصارعة على الإنترنت (الإنجليزية)
- فيشمان على موقع عالم المصارعة على الإنترنت (الإنجليزية)